# Тріатлон на літніх Олімпійських іграх 2016 — кваліфікація
В цій статті представлено подробиці кваліфікації на змагання з тріатлону на літніх Олімпійських іграх 2016. Загалом кваліфікувалось 110 спортсменів від відповідних НОК; перші 8 країн могли виставити по три учасники, тоді як решта НОК були обмежені двома. Всі тріатлоністи мали пройти кваліфікаційний процес, щоб заробити місце на Олімпіаді, через континентальні кваліфікаційні турніри, Світовий кваліфікаційний турнір і Олімпійський кваліфікаційний список на основі результатів від 15 травня 2014 до 15 травня 2016 року.
На Ігри потрапили переможці п'яти континентальних кваліфікаційних турнірів, а також троє перших місць Світового кваліфікаційного турніру ITU 2015, що пройшов у Ріо-де-Жанейро. По 39 спортсменів кожної статі повинні були безпосередньо кваліфікуватися через Олімпійський кваліфікаційний список станом на 15 травня 2016, за яким перші вісім країн могли виставити по 3 спортсмени, а решта - по 2. Команді господарів, Бразилії, було гарантовано по одному місцю кожної статі, а ще два місця вона могла отримати через запрошення тристоронньої комісії.

## Представництво за країнами
| НОК                   | Чоловіки | Жінки | Загалом |
| --------------------- | -------- | ----- | ------- |
| Аргентина (ARG)       | 2        | 0     | 2       |
| Австралія (AUS)       | 3        | 3     | 6       |
| Австрія (AUT)         | 1        | 2     | 3       |
| Азербайджан (AZE)     | 1        | 0     | 1       |
| Барбадос (BAR)        | 1        | 0     | 1       |
| Бельгія (BEL)         | 2        | 2     | 4       |
| Бермуди (BER)         | 0        | 1     | 1       |
| Бразилія (BRA)        | 1        | 1     | 2       |
| Канада (CAN)          | 2        | 3     | 5       |
| Чилі (CHI)            | 0        | 1     | 1       |
| Китай (CHN)           | 1        | 1     | 2       |
| Коста-Рика (CRC)      | 1        | 0     | 1       |
| Чехія (CZE)           | 0        | 1     | 1       |
| Данія (DEN)           | 1        | 0     | 1       |
| Еквадор (ECU)         | 0        | 1     | 1       |
| Естонія (EST)         | 0        | 1     | 1       |
| Франція (FRA)         | 3        | 1     | 4       |
| Німеччина (GER)       | 2        | 3     | 5       |
| Велика Британія (GBR) | 3        | 3     | 6       |
| Угорщина (HUN)        | 2        | 2     | 4       |
| Ірландія (IRL)        | 1        | 1     | 2       |
| Ізраїль (ISR)         | 1        | 0     | 1       |
| Італія (ITA)          | 2        | 2     | 4       |
| Японія (JPN)          | 1        | 3     | 4       |
| Йорданія (JOR)        | 1        | 0     | 1       |
| Маврикій (MRI)        | 0        | 1     | 1       |
| Мексика (MEX)         | 3        | 2     | 5       |
| Нідерланди (NED)      | 0        | 2     | 2       |
| Нова Зеландія (NZL)   | 2        | 3     | 5       |
| Польща (POL)          | 0        | 1     | 1       |
| Португалія (POR)      | 3        | 0     | 3       |
| Росія (RUS)           | 3        | 2     | 5       |
| Словаччина (SVK)      | 1        | 0     | 1       |
| Словенія (SLO)        | 0        | 1     | 1       |
| ПАР (RSA)             | 2        | 2     | 4       |
| Іспанія (ESP)         | 3        | 3     | 6       |
| Швеція (SWE)          | 0        | 1     | 1       |
| Швейцарія (SUI)       | 2        | 1     | 3       |
| Україна (UKR)         | 1        | 1     | 2       |
| США (USA)             | 3        | 3     | 6       |
| Загалом: 38 НОК       | 56       | 56    | 112     |

## Розклад кваліфікації
| Дисципліна                         | Дата                      | Місце          |
| ---------------------------------- | ------------------------- | -------------- |
| Світовий кваліфікаційний турнір    | 1–2 серпня 2015           | Ріо-де-Жанейро |
| Європейські ігри 2015              | 13–14 червня 2015         | Баку           |
| Панамериканські ігри 2015          | 11–12 липня 2015          | Торонто        |
| Чемпіонат Океанії з тріатлону 2016 | 19–20 березня 2016        | Гісборн        |
| Чемпіонат Африки з тріатлону 2016  | 20 березня 2016           | Іст-Лондон     |
| Чемпіонат Азії з тріатлону 2016    | 29 квітня – 1 травня 2016 | Хацукаїті      |
| Відсіювання за світовим рейтингом  | 15 травня 2016            |                |
| Перерозподіл невикористаних квот   | 13 червня 2016            |                |

## Чоловіки
| Дисципліна                                                          | К-ть квот | НОК, що кваліфікувався | Заявлений тріатлоніст |
| ------------------------------------------------------------------- | --------- | ---------------------- | --------------------- |
| Європейські ігри 2015                                               | 1         | Велика Британія (GBR)  | Гордон Бенсон         |
| Чемпіонат Африки 2016                                               | 0*        | ПАР (RSA)[1]           |                       |
| Чемпіонат Азії 2016                                                 | 1         | Японія (JPN)           | Хірокацу Таяма        |
| Чемпіонат Океанії 2016                                              | 1         | Австралія (AUS)        | Раян Бейлі            |
| Панамериканські ігри 2015                                           | 1         | Мексика (MEX)          | Крісанто Грахалес     |
| Світовий кваліфікаційний турнір МСТ                                 | 2         | Франція (FRA)          | Венсан Луї            |
| Світовий кваліфікаційний турнір МСТ                                 | 2         | ПАР (RSA)              | Річард Мюррей         |
| Олімпійський кваліфікаційний рейтинг МСТ (станом на 15 травня 2016) | 38        | Іспанія (ESP)          | Маріо Мола            |
| Олімпійський кваліфікаційний рейтинг МСТ (станом на 15 травня 2016) | 38        | Іспанія (ESP)          | Фернандо Аларса       |
| Олімпійський кваліфікаційний рейтинг МСТ (станом на 15 травня 2016) | 38        | Португалія (POR)       | Жуан Перейра          |
| Олімпійський кваліфікаційний рейтинг МСТ (станом на 15 травня 2016) | 38        | Велика Британія (GBR)  | Алістер Браунлі       |
| Олімпійський кваліфікаційний рейтинг МСТ (станом на 15 травня 2016) | 38        | Велика Британія (GBR)  | Джонатан Браунлі      |
| Олімпійський кваліфікаційний рейтинг МСТ (станом на 15 травня 2016) | 38        | Австралія (AUS)        | Раян Фішер            |
| Олімпійський кваліфікаційний рейтинг МСТ (станом на 15 травня 2016) | 38        | Росія (RUS)            | Дмитро Полянський     |
| Олімпійський кваліфікаційний рейтинг МСТ (станом на 15 травня 2016) | 38        | ПАР (RSA)              | Генрі Шуман           |
| Олімпійський кваліфікаційний рейтинг МСТ (станом на 15 травня 2016) | 38        | Іспанія (ESP)          | Вісенте Ернандес      |
| Олімпійський кваліфікаційний рейтинг МСТ (станом на 15 травня 2016) | 38        | Австралія (AUS)        | Аарон Ройл            |
| Олімпійський кваліфікаційний рейтинг МСТ (станом на 15 травня 2016) | 38        | Франція (FRA)          | П'єр Ле Корре         |
| Олімпійський кваліфікаційний рейтинг МСТ (станом на 15 травня 2016) | 38        | Швейцарія (SUI)        | Свен Рідерер          |
| Олімпійський кваліфікаційний рейтинг МСТ (станом на 15 травня 2016) | 38        | Італія (ITA)           | Алессандро Фабіан     |
| Олімпійський кваліфікаційний рейтинг МСТ (станом на 15 травня 2016) | 38        | Росія (RUS)            | Ігор Полянський       |
| Олімпійський кваліфікаційний рейтинг МСТ (станом на 15 травня 2016) | 38        | Португалія (POR)       | Жуан Сілва            |
| Олімпійський кваліфікаційний рейтинг МСТ (станом на 15 травня 2016) | 38        | Росія (RUS)            | Олександр Брюханков   |
| Олімпійський кваліфікаційний рейтинг МСТ (станом на 15 травня 2016) | 38        | Азербайджан (AZE)      | Ростислав Пєвцов      |
| Олімпійський кваліфікаційний рейтинг МСТ (станом на 15 травня 2016) | 38        | США (USA)              | Джо Малой             |
| Олімпійський кваліфікаційний рейтинг МСТ (станом на 15 травня 2016) | 38        | Франція (FRA)          | Доріан Коннінкс       |
| Олімпійський кваліфікаційний рейтинг МСТ (станом на 15 травня 2016) | 38        | Словаччина (SVK)       | Ріхард Варга          |
| Олімпійський кваліфікаційний рейтинг МСТ (станом на 15 травня 2016) | 38        | Нова Зеландія (NZL)    | Раян Сіссонс          |
| Олімпійський кваліфікаційний рейтинг МСТ (станом на 15 травня 2016) | 38        | Норвегія (NOR)         | Крістіан Блюменфельд  |
| Олімпійський кваліфікаційний рейтинг МСТ (станом на 15 травня 2016) | 38        | Мексика (MEX)          | Ірвінг Перес          |
| Олімпійський кваліфікаційний рейтинг МСТ (станом на 15 травня 2016) | 38        | Угорщина (HUN)         | Габор Фалдум          |
| Олімпійський кваліфікаційний рейтинг МСТ (станом на 15 травня 2016) | 38        | Швейцарія (SUI)        | Андреа Салвісберг     |
| Олімпійський кваліфікаційний рейтинг МСТ (станом на 15 травня 2016) | 38        | Бельгія (BEL)          | Єлле Генс             |
| Олімпійський кваліфікаційний рейтинг МСТ (станом на 15 травня 2016) | 38        | США (USA)              | Грегорі Біллінгтон    |
| Олімпійський кваліфікаційний рейтинг МСТ (станом на 15 травня 2016) | 38        | Бельгія (BEL)          | Мартен Ван Ріль       |
| Олімпійський кваліфікаційний рейтинг МСТ (станом на 15 травня 2016) | 38        | Італія (ITA)           | Давіде Уччелларі      |
| Олімпійський кваліфікаційний рейтинг МСТ (станом на 15 травня 2016) | 38        | Аргентина (ARG)        | Гонсало Теллечеа      |
| Олімпійський кваліфікаційний рейтинг МСТ (станом на 15 травня 2016) | 38        | Нова Зеландія (NZL)    | Тоні Доддс            |
| Олімпійський кваліфікаційний рейтинг МСТ (станом на 15 травня 2016) | 38        | Канада (CAN)           | Ендрю Йорк            |
| Олімпійський кваліфікаційний рейтинг МСТ (станом на 15 травня 2016) | 38        | США (USA)              | Бен Кеньют            |
| Олімпійський кваліфікаційний рейтинг МСТ (станом на 15 травня 2016) | 38        | Коста-Рика (CRC)       | Леонардо Чакон        |
| Олімпійський кваліфікаційний рейтинг МСТ (станом на 15 травня 2016) | 38        | Бразилія (BRA)         | Діого Склебін         |
| Олімпійський кваліфікаційний рейтинг МСТ (станом на 15 травня 2016) | 38        | Данія (DEN)            | Андреас Шиллінг       |
| Олімпійський кваліфікаційний рейтинг МСТ (станом на 15 травня 2016) | 38        | Аргентина (ARG)        | Лусіано Такконе       |
| Олімпійський кваліфікаційний рейтинг МСТ (станом на 15 травня 2016) | 38        | Канада (CAN)           | Тайлер Міславчук      |
| Запрошення тристоронньої комісії                                    | 1         | Йорданія (JOR)         | Лоуренс Фаноус        |
| Список очок ITU (станом на 15 травня 2016)                          | 3         | Австрія (AUT)          | Томас Шпрингер        |
| Список очок ITU (станом на 15 травня 2016)                          | 3         | Барбадос (BAR)         | Джейсон Вілсон        |
| Список очок ITU (станом на 15 травня 2016)                          | 3         | Китай (CHN)            | Бай Фацюань           |
| Перерозподіл невикористаних квот                                    | 7         | Ірландія (IRL)         | Браян Кін             |
| Перерозподіл невикористаних квот                                    | 7         | Ізраїль (ISR)          | Рон Дармон            |
| Перерозподіл невикористаних квот                                    | 7         | Мексика (MEX)          | Родріго Гонсалес      |
| Перерозподіл невикористаних квот                                    | 7         | Португалія (POR)       | Мігель Аррайолуш      |
| Перерозподіл невикористаних квот                                    | 7         | Угорщина (HUN)         | Тамаш Тот             |
| Перерозподіл невикористаних квот                                    | 7         | Пуерто-Рико (PUR)      | Мануель Уерта         |
| Перерозподіл невикористаних квот                                    | 7         | Україна (UKR)          | Іван Іванов           |
| Загалом                                                             | 55        |                        |                       |

## Жінки
| Дисципліна                                                          | К-ть квот | НОК, що кваліфікувався | Заявлена тріатлоністка        |
| ------------------------------------------------------------------- | --------- | ---------------------- | ----------------------------- |
| Європейські ігри 2015                                               | 1         | Швейцарія (SUI)        | Нікола Шпіріг                 |
| Чемпіонат Африки 2016                                               | 0*        | ПАР (RSA)[1]           |                               |
| Чемпіонат Азії 2016                                                 | 1         | Японія (JPN)           | Ай Уеда                       |
| Чемпіонат Океанії 2016                                              | 1         | Австралія (AUS)        | Емма Моффатт                  |
| Панамериканські ігри 2015                                           | 1         | Чилі (CHI)             | Барбара Ріверос Діас          |
| Світовий кваліфікаційний турнір МСТ                                 | 3         | США (USA)              | Гвен Йоргенсен                |
| Світовий кваліфікаційний турнір МСТ                                 | 3         | Велика Британія (GBR)  | Нон Стенфорд                  |
| Світовий кваліфікаційний турнір МСТ                                 | 3         | Велика Британія (GBR)  | Вікі Холланд                  |
| Олімпійський кваліфікаційний рейтинг МСТ (станом на 15 травня 2016) | 36        | Нова Зеландія (NZL)    | Андреа Хьюітт                 |
| Олімпійський кваліфікаційний рейтинг МСТ (станом на 15 травня 2016) | 36        | США (USA)              | Сара Тру                      |
| Олімпійський кваліфікаційний рейтинг МСТ (станом на 15 травня 2016) | 36        | США (USA)              | Кеті Зеферес                  |
| Олімпійський кваліфікаційний рейтинг МСТ (станом на 15 травня 2016) | 36        | Нідерланди (NED)       | Рахель Кламер                 |
| Олімпійський кваліфікаційний рейтинг МСТ (станом на 15 травня 2016) | 36        | Бермуди (BER)          | Флора Даффі                   |
| Олімпійський кваліфікаційний рейтинг МСТ (станом на 15 травня 2016) | 36        | Велика Британія (GBR)  | Гелен Дженкінс                |
| Олімпійський кваліфікаційний рейтинг МСТ (станом на 15 травня 2016) | 36        | Австралія (AUS)        | Ешлі Джентлі                  |
| Олімпійський кваліфікаційний рейтинг МСТ (станом на 15 травня 2016) | 36        | Чехія (CZE)            | Вендула Фрінтова              |
| Олімпійський кваліфікаційний рейтинг МСТ (станом на 15 травня 2016) | 36        | Австрія (AUT)          | Ліза Пертерер                 |
| Олімпійський кваліфікаційний рейтинг МСТ (станом на 15 травня 2016) | 36        | Ірландія (IRL)         | Айлін Рід                     |
| Олімпійський кваліфікаційний рейтинг МСТ (станом на 15 травня 2016) | 36        | Італія (ITA)           | Анна Марія Маццетті           |
| Олімпійський кваліфікаційний рейтинг МСТ (станом на 15 травня 2016) | 36        | Німеччина (GER)        | Анна Хауг                     |
| Олімпійський кваліфікаційний рейтинг МСТ (станом на 15 травня 2016) | 36        | Японія (JPN)           | Юка Сато                      |
| Олімпійський кваліфікаційний рейтинг МСТ (станом на 15 травня 2016) | 36        | Мексика (MEX)          | Клаудія Рівас                 |
| Олімпійський кваліфікаційний рейтинг МСТ (станом на 15 травня 2016) | 36        | Австралія (AUS)        | Шарлотта Макшейн              |
| Олімпійський кваліфікаційний рейтинг МСТ (станом на 15 травня 2016) | 36        | Бразилія (BRA)         | Памелла Олівейра              |
| Олімпійський кваліфікаційний рейтинг МСТ (станом на 15 травня 2016) | 36        | Японія (JPN)           | Юріе Като                     |
| Олімпійський кваліфікаційний рейтинг МСТ (станом на 15 травня 2016) | 36        | Австрія (AUT)          | Сара Вілич                    |
| Олімпійський кваліфікаційний рейтинг МСТ (станом на 15 травня 2016) | 36        | Іспанія (ESP)          | Айнгоа Муруа                  |
| Олімпійський кваліфікаційний рейтинг МСТ (станом на 15 травня 2016) | 36        | ПАР (RSA)              | Джилліан Сандерс              |
| Олімпійський кваліфікаційний рейтинг МСТ (станом на 15 травня 2016) | 36        | Нова Зеландія (NZL)    | Нікі Семюелс                  |
| Олімпійський кваліфікаційний рейтинг МСТ (станом на 15 травня 2016) | 36        | ПАР (RSA)              | Марі Рабі                     |
| Олімпійський кваліфікаційний рейтинг МСТ (станом на 15 травня 2016) | 36        | Росія (RUS)            | Олександра Разарьонова        |
| Олімпійський кваліфікаційний рейтинг МСТ (станом на 15 травня 2016) | 36        | Україна (UKR)          | Юлія Єлістратова              |
| Олімпійський кваліфікаційний рейтинг МСТ (станом на 15 травня 2016) | 36        | Швейцарія (SUI)        | Йоланда Аннен                 |
| Олімпійський кваліфікаційний рейтинг МСТ (станом на 15 травня 2016) | 36        | Угорщина (HUN)         | Маргіт Ванек                  |
| Олімпійський кваліфікаційний рейтинг МСТ (станом на 15 травня 2016) | 36        | Польща (POL)           | Аґнєшка Єжик                  |
| Олімпійський кваліфікаційний рейтинг МСТ (станом на 15 травня 2016) | 36        | Франція (FRA)          | Одрі Мерле                    |
| Олімпійський кваліфікаційний рейтинг МСТ (станом на 15 травня 2016) | 36        | Іспанія (ESP)          | Кароліна Рутьє                |
| Олімпійський кваліфікаційний рейтинг МСТ (станом на 15 травня 2016) | 36        | Іспанія (ESP)          | Міріам Касільяс Гарсія        |
| Олімпійський кваліфікаційний рейтинг МСТ (станом на 15 травня 2016) | 36        | Канада (CAN)           | Кірстен Світленд              |
| Олімпійський кваліфікаційний рейтинг МСТ (станом на 15 травня 2016) | 36        | Словенія (SLO)         | Матея Шимич                   |
| Олімпійський кваліфікаційний рейтинг МСТ (станом на 15 травня 2016) | 36        | Італія (ITA)           | Шарлотта Бонін                |
| Олімпійський кваліфікаційний рейтинг МСТ (станом на 15 травня 2016) | 36        | Росія (RUS)            | Анастасія Абросімова          |
| Олімпійський кваліфікаційний рейтинг МСТ (станом на 15 травня 2016) | 36        | Канада (CAN)           | Сара-Енн Бро                  |
| Олімпійський кваліфікаційний рейтинг МСТ (станом на 15 травня 2016) | 36        | Угорщина (HUN)         | Софія Ковач                   |
| Список очок ITU (станом на 15 травня 2016)                          | 4         | Маврикій (MRI)         | Фабєн Сент-Луїс               |
| Список очок ITU (станом на 15 травня 2016)                          | 4         | Еквадор (ECU)          | Елізабет Браво                |
| Список очок ITU (станом на 15 травня 2016)                          | 4         | Китай (CHN)            | Ван Ляньюань                  |
| Список очок ITU (станом на 15 травня 2016)                          | 4         | Естонія (EST)          | Кайді Ківіоя                  |
| Перерозподіл невикористаних квот                                    | 7         | Бельгія (BEL)          | Клер Мішель                   |
| Перерозподіл невикористаних квот                                    | 7         | Бельгія (BEL)          | Кетріен Верстуйф              |
| Перерозподіл невикористаних квот                                    | 7         | Швеція (SWE)           | Ліза Нурден                   |
| Перерозподіл невикористаних квот                                    | 7         | Канада (CAN)           | Амелі Кретц                   |
| Перерозподіл невикористаних квот                                    | 7         | Росія (RUS)            | Марія Шорець                  |
| Перерозподіл невикористаних квот                                    | 7         | Мексика (MEX)          | Сесілія Габріела Перес Флорес |
| Перерозподіл невикористаних квот                                    | 7         | Франція (FRA)          | Кассандра Богран              |
| Загалом                                                             | 55        |                        |                               |

## Нотатки
↑ 1. Південна Африка здобула місце через континентальний кваліфікаційний турнір, але пізніше відмовилась, оскільки SASCOC погодився стосовно кваліфікаційних критеріїв Ріо 2016, що континентальний відбір не буде братись до уваги.